# Johnny Bench
Johnny Lee Bench (* 7. Dezember 1947 in Oklahoma City, Oklahoma) ist ein ehemaliger US-amerikanischer Baseballspieler auf der Position des Catchers, der seine gesamte Profikarriere bei den Cincinnati Reds im Major League Baseball (MLB) verbrachte. Der 14-malige All-Star, 10-malige Gold-Glove-Gewinner und zweimalige World-Series-Sieger (1975 und 1976) ist Mitglied der Baseball Hall of Fame und des Major League Baseball All-Century Teams.

## Karriere
Bench galt seit Anfang seiner Karriere als herausragender Defensivspieler. Nachdem er 1965 von den Reds an 36. Stelle gedraftet wurde, beeindruckte er bei seinem ersten Spring Training den als besten Schlagmann geltenden Ted Williams so sehr, dass ihm Williams einen Baseball mit der Widmung signierte: „Für ein künftiges Mitglied der Hall of Fame“. Nach einer zweijährigen Lehrzeit im Minor League Baseball etablierte er sich bald als startender Catcher der Reds. Bereits als Rookie bestach er defensiv durch sein präzises Wurfspiel, mit dem er gegnerische Stolen Bases verhinderte, und überzeugte offensiv durch seine Home-Run-Qualitäten. Auf Anhieb wurde er sowohl in das All-Star-Spiel der besten Spieler als auch in das Gold-Glove-Aufgebot der besten Defensivspieler gewählt. Bench war Eckpfeiler jenes Reds-Teams, das 1975 und 1976 die World Series gewann, und den Ehrennamen „Big Red Machine“ (dt.: große rote Maschine) erwarb. Nach einer herausragenden World Series 1976, in dem er einen Batting Average von .533 erreichte, gewann er den World Series MVP Award. Nachdem Bench im Herbst seiner Karriere Knieprobleme bekommen hatte, spielte er vermehrt Third Baseman, konnte aber nicht mehr an seine Glanzzeiten anknüpfen. 1983 beendete er seiner Karriere und wurde 1989 auf Anhieb in die Baseball Hall of Fame gewählt.

## Spielweise
Bench galt als prototypischer Catcher, der vor allem in der Defensive, aber auch in der Offensive Spiele entschied. Gefürchtet war Bench für seine schnellen, präzisen Überkopfwurf, mit denen er gegnerische Steal-Versuche (vor allem zwischen erster und zweiter Base) unterband. Er konnte aus der knienden Catcherposition den Baseball über 100 Meter weit werfen, und demütigte einmal einen widerspenstigen Pitcher, indem er seinen Fastball mit der bloßen Hand fing. Dazu trugen u. a. auch Benchs große Hände bei, mit denen er sieben Baseballs in einer Hand halten konnte. Offensiv waren seine 389 Home Runs zum Zeitpunkt seine Rücktrittes ein Catcher-Rekord.